# Johann-Nestroy-Ring
Der Johann-Nestroy-Ring, der anlässlich des 175. Wiederkehr des Geburtstags von Johann Nestroy von der Stadt Wien 1976 gestiftet wurde, ist eine Auszeichnung, die alljährlich bis 1999 an Personen verliehen wurde, die sich durch außerordentliche und ungewöhnliche Leistungen Verdienste um die Stadt Wien in der Pflege der satirisch-kritischen Darstellung des Wesens dieser Stadt, sowie ihrer Bevölkerung im Sinne Nestroys erworben und diese Kritik auf höchstem geistigen Niveau ausgedrückt haben.
Seit 2000 verleiht die Stadt Wien diese Auszeichnung nicht mehr. Stattdessen wird von der Stadt Wien seit 2000 der Nestroy-Theaterpreis vergeben.
Im Oktober 2004 wurde von der Internationalen Nestroy-Gesellschaft und dem Gemeinderat von Bad Ischl beschlossen, den Johann-Nestroy-Ring fortan durch die Stadt Bad Ischl verleihen zu lassen.

## Ringträger

### Von der Stadt Wien verliehen
- 1976: Leopold Lindtberg und Helmut Qualtinger
- 1977: Gustav Manker und Hans Weigel
- 1978: Gerhard Bronner, Alexander Steinbrecher und Peter Wehle
- 1979: Axel von Ambesser und Otto Basil
- 1980: Elfriede Ott, Attila Hörbiger, Paul Hörbiger und Herbert Lederer
- 1981: Lukas Resetarits und Werner Schneyder
- 1982: Robert Löffler und Kurt Sowinetz
- 1983: Hans Kann und Heinz Petters
- 1984: Lore Krainer und Fritz Muliar
- 1985: Josef Meinrad und Erich Sokol
- 1986: Inge Konradi und Christine Nöstlinger
- 1987: Trude Marzik und Manfred Deix; (Hans Putz hat abgelehnt)
- 1988: Dolores Schmidinger und Helmuth Lohner
- 1989: Hilde Sochor und Norbert Pawlicki
- 1990: Karl Paryla und Karl Schuster
- 1991: Houchang Allahyari und Otto Schenk
- 1992: Gusti Wolf und Heli Deinboek
- 1993: Robert Meyer und Roland Neuwirth
- 1994: Elizabeth T. Spira und Peter Gruber
- 1995: Marianne Mendt, Willi Resetarits und Otto Tausig
- 1996: Brigitte Swoboda und H. C. Artmann
- 1997: Louise Martini und Susi Nicoletti
- 1998: Gertraud Jesserer, Paul Angerer und Reinhard Tramontana
- 1999: Christine Ostermayer, Josef Hader und Gustav Peichl

### Von der Stadt Bad Ischl verliehen
- 2005: Erwin Steinhauer
- 2007: Karlheinz Hackl
- 2008: Peter Turrini
- 2010: Karl Markovics[1]
- 2012: Nicholas Ofczarek
- 2014: Michael Niavarani[2]
- 2015: Erni Mangold
- 2017: Herbert Föttinger[3]
- 2020: Michael Köhlmeier[4]
- 2024: Adele Neuhauser[5]

## Ring-Konzept
Laut den Statuten wird der Johann-Nestroy-Ring seit 2005 vom Bad Ischler Goldschmiedemeister Gerold Schodterer entworfen und gefertigt. Jeder Ring ist ein Unikat und wird auf den jeweiligen Ringträger nach den folgenden Kriterien individuell „zugeschnitten“.

### Konzeption für die Gestaltung des Johann-Nestroy-Ring der Stadt Bad Ischl
Die Zahl 5 spielt im Konzept für diesen Ehrenring eine tragende und verbindende Rolle.
Fünf Kriterien werden von der Jury als Grundlage für die Verleihung des Nestroy-Ringes herangezogen:
1. Die Pflege Nestroys Erbe
2. Höchste künstlerische Ebene
3. Zeitkritisch
4. Satirisch
5. Phantasievoll

Das Werk Nestroys ruht auf den 5 Säulen seiner Begabungen:
1. Gesang
2. Schauspiel
3. Dichtkunst
4. Komik
5. Lehrtätigkeit

Diese fünf Säulen bilden den Nestroyring und verbinden das Werk Nestroys, die Stadt Bad Ischl und die Kriterien, die zur Wahl der Nestroy-Ringträger führen.
Die Welt des Johann Nestroy war die Bühne.
Und so schwebt über dem Ring eine Bühne, die auf den Auftritt des jeweiligen Ehrenringträgers wartet.
Form und Gestalt der Bühne werden individuell auf Persönlichkeit und Anliegen des jeweiligen Ehrenringträgers abgestimmt. Unter der Bühne wirkt „Nestroys Geist“.
Die außergewöhnliche und bizarre Formensprache des Nestroy-Rings, mitsamt seiner „schwebenden“ Bühne, unterstreicht die für Nestroy so typische Ausdrucksweise und nimmt Bezug auf seine unvergleichlichen Satzgebilde, die trotz ihrer Tiefe und Treffsicherheit vollkommen leicht im Raum zu schweben scheinen.